# Blanquefort-sur-Briolance
Blanquefort-sur-Briolance is een gemeente in het Franse departement Lot-et-Garonne (regio Nouvelle-Aquitaine) en telt 499 inwoners (2005). De plaats maakt deel uit van het arrondissement Villeneuve-sur-Lot.

## Geografie
De oppervlakte van Blanquefort-sur-Briolance bedraagt 42,5 km², de bevolkingsdichtheid is 11,7 inwoners per km².
De onderstaande kaart toont de ligging van Blanquefort-sur-Briolance met de belangrijkste infrastructuur en aangrenzende gemeenten.

## Demografie
Onderstaande figuur toont het verloop van het inwonertal (bron: INSEE-tellingen).